# Oficina Europea del Medio Ambiente
La Oficina Europea del Medio Ambiente (EEB por sus siglas en inglés) es una red de más de 150 organizaciones medioambientales ciudadanas con sede en más de 30 países (casi todos los miembros de la Unión Europea, más alguno que se encuentra en proceso de admisión, más algún país vecino). El ámbito de actuación de estas organizaciones va del local al internacional. El objetivo de la EEB es proteger y mejorar el medio ambiente de Europa y permitir que la ciudadanía desempeñe un papel en la consecución de ese objetivo. Un elemento clave de este proceso es promover el "liderazgo verde de la UE". Por ejemplo, que sea la UE la que lleve a cabo la reducción de emisiones más ambiciosa, para animar a otros países a seguirla.

## Organización
La EEB fijó su sede en Bruselas en 1974 con el fin de proporcionar a sus miembros un punto focal para controlar la entonces emergente política medioambiental europea y responder a ella. La EEB tiene un servicio de información, administra  grupos de trabajo con sus miembros, elabora informes para posicionarse en los  temas que están —o que la EEB considera que deberían estar— en la agenda de la UE, y representa a sus miembros en discusiones con la Comisión Europea, la Eurocámara y el Consejo Europeo. La EEB coordina estrechamente las actividades de sus miembros orientadas a la UE a escala nacional, y también sigue estrechamente el proceso de ampliación de la UE y algunos asuntos paneuropeos, como el seguimiento del Convenio de Aarhus (la convención de la Comisión Económica de las Naciones Unidas para Europa, UNECE, sobre acceso a la información, participación pública, toma de decisiones y acceso a la justicia en asuntos medioambientales).
La EEB tiene estatus consultivo en: el Consejo de Europa, la Comisión Europea, la Eurocámara (también llamada Parlamento Europeo), el Comité Económico y Social de la Unión Europea, la Organización para la Cooperación y el Desarrollo Económicos (OCDE) y el Foro Político de Alto Nivel sobre Desarrollo Sostenible (hasta 2013 denominado "Comisión de las Naciones Unidas para el desarrollo sostenible", CSD por sus siglas en inglés). Más de 150 organizaciones no gubernamentales para la protección del medio ambiente están afiliadas a la EEB.

## Papel en la Unión Europea
La EEB se relaciona en su día a día con instituciones de UE como la Comisión europea, la Eurocámara o el Consejo de la Unión Europea (integrado por ministros, también llamado Consejo de Ministros de la Unión Europea o Consejo de la UE, y diferente del Consejo Europeo, integrado por jefes de Estado o de gobierno). La EEB también contacta habitualmente con la Agencia Europea de Medio Ambiente, con otros organismos de la UE, con los representantes permanentes de los países miembros de la UE y con ministerios nacionales. Asimismo, en la comunidad de organizaciones no gubernamentales (ONG) medioambientales, desempeña la importante función de promover la aplicación del Convenio de Aarhus, tanto dentro como fuera de la UE.

## Una amplia red de miembros
Las organizaciones medioambientales de países candidatos a incorporarse a la UE y, cada vez más, en los Balcanes Occidentales, consideran a la EEB como su socio principal con foco europeo. La experiencia de la EEB, sus relaciones y su posición son de gran valor para que estos países determinen su propio papel en los procesos relacionados con la ampliación de la UE y el medio ambiente. Debido a la implicación proactiva de la EEB, sus miembros procedentes de países recientemente incorporados a la UE,y también de aspirantes a incorporarse, son ya numerosos y están aumentando.

## Campañas
En noviembre de 2004, colaborando con el grupo de trabajo para la prohibición del mercurio, la EEB lanzó la campaña Mercurio cero, cuyo objetivo definitivo es conseguir cero emisiones, demanda y suministro de mercurio, de todas las  fuentes  que se puedan controlar, para reducir al mínimo los niveles de mercurio en el medio ambiente mundial. Se creó un "grupo de trabajo internacional mercurio cero" para seguir los desarrollos a escala europea y mundial.
Desde principios de 2011, la EEB ha estado coordinando la campaña Coolproducts cuyo propósito es aprovechar el potencial de ahorro energético de productos relacionados con la energía (por ejemplo electrodomésticos).